# ديس (نبات)
الديس  أو حِلَال أو حَلال (باللاتينية: Scirpus) جنس نباتي من الفصيلة السعدية يضم حوالي 120 نوعاً.

## من أنواعهالواطنةفيالوطن العربي
- الديس البحري (باللاتينية: Scirpus maritima) في بلاد الشام ومصر والمغرب العربي وحوض المتوسط
- الديس الخيمي (باللاتينية: Scirpus umbellatus) في بلاد الشام

## من أنواعه الأخرى
- الديس الأخضر الداكن (باللاتينية: Scirpus atrovirens)
- الديس ذو اللونين (باللاتينية: Scirpus bicolor)
- الديس الساحلي (باللاتينية: Scirpus litoralis)
- الديس صغير الثمار (باللاتينية: Scirpus microcarpus)
- الديس الغابي (باللاتينية: Scirpus sylvaticus)
- الديس المتجذر (باللاتينية: Scirpus radicans)
- الديس المتدلي (باللاتينية: Scirpus pendulus)
- الديس النهري (باللاتينية: Scirpus fluviatilis)